# Phlebotomus dycei
Phlebotomus dycei är en tvåvingeart som beskrevs av Seccombe, Ready och Trevor Huddleston 1993. Phlebotomus dycei ingår i släktet Phlebotomus och familjen fjärilsmyggor. Inga underarter finns listade i Catalogue of Life.